# Elmer Cardoza
Elmer William Amado Cardoza Herrera (ur. 29 lipca 2002 w Joyabaj) – gwatemalski piłkarz występujący na pozycji skrzydłowego, reprezentant Gwatemali, od 2025 roku zawodnik Xelajú MC.